# Караул (Богородский район)
Караул — село в Богородском районе Кировской области

## География
Находится на расстоянии примерно 25 километров по прямой на северо-восток от районного центра поселка Богородское.

## История
Основано в 1747 году. Раньше также называлось как деревня Ухтымская и село Верхокосинское. Первая деревянная церковь построена в 1750 году, каменная в 1800. В конце советского периода истории центр колхоза им.Кирова. В 1873 году отмечено дворов 6 и жителей 39, в 1905 7 и 303, в 1926 7 и 31, в 1950 50 и 123 соответственно. В 1989 году учтено 417 жителей.

## Население
Постоянное население  составляло 294 человека (русские 83%) в 2002 году, 178 в 2010.